# Freeduc-cd
Freeduc-cd este o distribuție Linux bazată pe Debian, realizată cu sprijinul UNESCO.